# Kanton Gap-Campagne
Der Kanton Gap-Campagne war von 1973 bis 2015 ein französischer Wahlkreis im Arrondissement Gap, im Département Hautes-Alpes und in der Region Provence-Alpes-Côte d’Azur. Er umfasste fünf Gemeinden und einen Teil des Hauptortes (frz.: chef-lieu) Gap. Die landesweiten Änderungen in der Zusammensetzung der Kantone brachten im März 2015 seine Auflösung.

## Gemeinden
| Gemeinde             | Einwohner (Stand: 2022) | Code postal | Code Insee |
| -------------------- | ----------------------- | ----------- | ---------- |
| La Freissinouse      | 456                     | 05000       | 05059      |
| Gap                  | 1586*                   | 05000       | 05061      |
| Manteyer             | 500                     | 05400       | 05075      |
| Pelleautier          | 839                     | 05000       | 05100      |
| Rabou                | 90                      | 05400       | 05112      |
| La Roche-des-Arnauds | 1675                    | 05400       | 05123      |

(*) Teilbereich. Die Einwohnerzahl betrifft den zum Kanton gehörenden Teil der Gemeinde.